# Касталија (Северна Каролина)
Касталија (енгл. Castalia) град је у америчкој савезној држави Северна Каролина.

## Демографија
По попису из 2010. године број становника је 268, што је 72 (-21,2%) становника мање него 2000. године.
| Група             | 2000.       | 2010.       |
| Белци             | 205 (60,3%) | 135 (50,4%) |
| Афроамериканци    | 130 (38,2%) | 101 (37,7%) |
| Азијати           | 0 (0,0%)    | 5 (1,9%)    |
| Хиспаноамериканци | 4 (1,2%)    | 24 (9,0%)   |
| Укупно            | 340         | 268         |